# Liste des épouses des souverains de Pologne
Les conjointes des souverains polonais recevaient le titre de leur époux, ducs puis rois. Le titre de reine, en particulier, fut porté indifféremment par les épouses des rois de Pologne, mais également par les deux monarques féminins que connut la Pologne. Leurs maris étaient jure uxoris monarques en titre.

## Épouses des premiers souverains de Pologne

### Duchesses des Polanes (960-1025)
| Portrait | Nom (dates)                     | Époux                                                                              | Titres                                                                         | Eléments biographiques |
| -------- | ------------------------------- | ---------------------------------------------------------------------------------- | ------------------------------------------------------------------------------ | --- |
|          | Dubravka de Bohême (931-977)    | - Gunther de Mersebourg (mariage en 960) - Mieszko Ier de Pologne (mariage en 965) | - Margravine de Misnie et de Mersebourg (965) - Duchesse des Polanes (965-977) | - Princesse přemyslide. Fille de Boleslav Ier de Bohême et de Biagota. - Mère d'Ekkehard Ier de Misnie, de Gunzelin de Misnie, de Bolesław Ier de Pologne et de Świętosława de Pologne. |
|          | Oda von Haldensleben (962-1023) | - Mieszko Ier de Pologne (mariage en 978)                                          | - Duchesse des Polanes (978-992)                                               | - Princesse de la Famille de Billung. Fille de Dietrich d’Haldensleben. |
|          | Emnilda de Lusace (970-1017)    | - Bolesław Ier de Pologne (mariage en 987)                                         | - Duchesse des Polanes (992-1017)                                              | - Fille de Dobromir de Lusace (pl). - Mère de Reglindis de Pologne, de Mieszko II de Pologne et d'Otto Bolesławowic de Pologne.                                                         |
|          | Oda de Misnie (996-?)           | - Bolesław Ier de Pologne (mariage en 1018)                                        | - Duchesse des Polanes (1018-1025) puis reine de Pologne (1025)                | - Princesse de la famille des Ekkehardingers. Fille d'Ekkehard Ier de Misnie et de Suanichilde de Billung.                                                                              |

## Reines et grandes-duchesses de Pologne

### Maison Piast(1025-1296)
| Portrait | Nom (dates)                           | Époux                                                                                        | Titres | Eléments biographiques |
| -------- | ------------------------------------- | -------------------------------------------------------------------------------------------- | --- | --- |
|          | Oda de Misnie (996-?)                 | - Bolesław Ier de Pologne (mariage en 1018)                                                  | - Duchesse des Polanes (1018-1025) puis reine de Pologne (1025) | - Princesse de la famille des Ekkehardingers. Fille d'Ekkehard Ier de Misnie et de Suanichilde de Billung. |
|          | Richezza de Lorraine (993-1063)       | - Mieszko II de Pologne (mariage en 1013)                                                    | - Reine (1025-1031) puis duchesse (1032-1034) de Pologne | - Princesse ezzonide. Fille d'Ezzo de Lotharingie et de Mathilde de Germanie. - Mère de Casimir Ier de Pologne, de Richezza de Pologne et de Gertrude de Pologne.                                                                         |
|          | Maria Dobroniega de Kiev (1012-1087)  | - Kazimierz Ier de Pologne (mariage en 1042)                                                 | - Duchesse de Pologne (1042-1058) | - Princesse riourikide. Fille de Vladimir Ier de Kiev. - Mère de Bolesław II de Pologne, de Władysław Ier de Pologne et de Świętosława de Pologne.                                                                                        |
|          | Wyszesława de Kiev (1047-1089)        | - Bolesław II de Pologne (mariage en 1069)                                                   | - Duchesse (1069-1076) puis reine de Pologne (1076-1079) | - Princesse riourikide. Fille de Sviatoslav II de Kiev. - Mère de Mieszko Bolesławowic de Pologne. |
|          | Judith de Bohême (1056-1086)          | - Władysław Ier de Pologne (mariage en 1080)                                                 | - Duchesse de Pologne (1080-1086) | - Princesse přemyslide. Fille de Vratislav II de Bohême et d'Adélaïde de Hongrie. - Mère de Bolesław III de Pologne. |
|          | Judith de Franconie (1054-1118)       | - Salomon de Hongrie (mariage en 1063) - Władysław Ier de Pologne (mariage en 1089)          | - Reine de Hongrie (1063-1074) - Duchesse de Pologne (1089-1102) | - Princesse ottonienne. Fille d'Henri III du Saint-Empire et d'Agnès de Poitiers. |
|          | Zbysława de Kiev (1085-1112)          | - Bolesław III de Pologne (mariage en 1103)                                                  | - Duchesse de Pologne (1103-1112) | - Princesse riourikide. Fille de Sviatopolk II de Kiev. - Mère de Władysław II de Pologne. |
|          | Salomé von Berg (1101-1144)           | - Bolesław III de Pologne (mariage en 1115)                                                  | - Duchesse de Pologne (1115-1138) | - Princesse de la Maison de Berg-Schelklingen. Fille d'Henri von Berg et d'Adélaïde de Mochental. - Mère de Richezza de Pologne, de Bolesław IV de Pologne, de Mieszko III de Pologne, d'Henri de Sandomierz et de Casimir II de Pologne. |
|          | Agnès de Babenberg (1111-1163)        | - Władysław II de Pologne (mariage en 1125)                                                  | - Duchesse de Pologne et de Silésie (1138-1146) | - Princesse de la Maison de Babenberg. Fille de Léopold III d'Autriche et d'Agnès de Franconie. - Mère de Bolesław Ier de Silésie, de Mieszko IV de Pologne, de Richezza de Pologne et de Konrad Ier de Głogów.                           |
|          | Viacheslava de Novgorod (1125-1162)   | - Bolesław IV de Pologne (mariage en 1137)                                                   | - Duchesse de Mazovie et de Cujavie (1138-1162) - Duchesse de Petite-Pologne et de Silésie (1146-1162)                                                                                | - Princesse riourikide. Fille de Vsevolod de Pskov. - Mère de Lech de Mazovie. |
|          | Maria (en) (1140-1173)                | - Bolesław IV de Pologne (mariage en 1165)                                                   | - Duchesse de Petite-Pologne, de Sandomierz, de Mazovie et de Cujavie (1165-1173) | - Princesse riourikide. Fille de Rostislav Ier de Kiev |
|          | Eudoxia de Kiev (1131-1187)           | - Mieszko III de Pologne (mariage en 1154)                                                   | - Duchesse de Grande-Pologne (1154-1179, 1181-1187) - Duchesse de Sandomierz (1166-1179) - Duchesse de Petite-Pologne (1173-1179)                                                     | - Princesse riourikide. Fille de Iziaslav II. - Mère de Bolesław de Cujavie, de Mieszko le Jeune et de Władysław III de Pologne. |
|          | Hélène de Znojmo (1141-1206)          | - Kazimierz II de Pologne (mariage en 1163)                                                  | - Duchesse de Wiślica (1166-1194) - Duchesse de Sandomierz (1173-1194) - Duchesse de Petite-Pologne (1179-1190, 1191-1194)                                                            | - Princesse přemyslide. Fille de Conrad II de Znojmo - Mère de Lech de Pologne et de Conrad Ier de Mazovie. |
|          | Lucie de Rügen (?-1231)               | - Władysław III de Pologne (mariage en 1186)                                                 | - Duchesse de Grande-Pologne (1194-1207) - Duchesse de Petite-Pologne (1202, 1228-1229) - Duchesse de Poznań et de Gnesne (1207-1229) - Duchesse de Kalisz (1217-1227)                | - Princesse de la Maison de Rügen. Fille de Jaromar Ier de Rügen et d'Hildegarde de Danemark. |
|          | Grzymisława de Luck (1185-1258)       | - Lech de Pologne (mariage en 1207)                                                          | - Duchesse de Sandomierz (1207-1227) - Duchesse de Petite-Pologne (1207-1210, 1211-1227)                                                                                              | - Princesse riourikide. Fille d'Ingwar de Kiev. - Mère de Salomé de Pologne et de Bolesław V de Pologne. |
|          | Ludmila (en) (?-1210)                 | - Mieszko IV de Pologne (mariage en 1170)                                                    | - Duchesse de Silésie (1170-1177) - Duchesse de Racibórz (1177-1210) - Duchesse d'Opole (1201-1210) - Duchesse de Petite-Pologne (1210)                                               | - Princesse přemyslide. Fille de Sobeslav Ier de Bohême et d'Adélaïde de Hongrie. - Mère de Kazimierz Ier d'Opole. |
|          | Agafia de Rus (1190-1248)             | - Konrad Ier de Mazovie (mariage en 1207)                                                    | - Duchesse de Mazovie et de Cujavie (1207-1247) - Duchesse de Petite-Pologne (1229-1232, 1241-1243)                                                                                   | - Princesse riourikide. Fille de Sviatoslav III Igorevitch (en). - Mère de Bolesław Ier de Mazovie, de Kazimierz Ier de Cujavie et de Siemowit Ier de Mazovie.                                                                            |
|          | Jadwiga de Silésie (1174-1243)        | - Henryk Ier de Pologne (mariage en 1186)                                                    | - Duchesse de Silésie (1201-1238) - Duchesse de Kalisz (1206-1207, 1234-1238) - Duchesse de Petite-Pologne (1232-1238) - Duchesse de Grande-Pologne (1234-1238)                       | - Princesse de la Maison d'Andechs. Fille de Berthold IV von Diessen et d'Agnès de Wettin. - Mère d'Henri II de Pologne et de Conrad le Frisé.                                                                                            |
|          | Anne de Bohême (1204-1265)            | - Henryk II de Pologne (mariage en 1217)                                                     | - Duchesse de Grande-Pologne, de Petite-Pologne et de Silésie (1238-1241) | - Princesse přemyslide. Fille d'Ottokar Ier de Bohême et de Constance de Hongrie. - Mère de Bolesław II, de Mieszko de Lubusz, d'Henryk III le Blanc, de Konrad II de Głogów et de Władysław de Wroclaw                                   |
|          | Kinga de Hongrie (1234-1293)          | - Bolesław V de Pologne (mariage en 1247)                                                    | - Duchesse de Petite-Pologne et de Sandomierz (1247-1279) | - Princesse de la Maison Árpád. Fille de Béla IV de Hongrie et de Marie Lascaris. |
|          | Agrippine de Slavonie (1248-1309)     | - Lech II de Pologne (mariage en 1265)                                                       | - Duchesse de Sieradz (1265-1288) - Duchesse de Łęczyca (1267-1288) - Duchesse d’Inowrocław (1273-1278) - Duchesse de Petite-Pologne (1279-1282) - Duchesse de Sandomierz (1279-1288) | - Princesse riourikide. Fille de Rostislav IV de Kiev et d'Anne de Hongrie. |
|          | Mathilde de Brandebourg (1270-1298)   | - Henryk IV de Pologne (mariage en 1287)                                                     | - Duchesse de Petite-Pologne et de Wrocław (1287-1290) | - Princesse de la Maison d'Ascanie. Fille d'Othon V de Brandebourg et de Judith de Henneberg. |
|          | Richezza de Suède (1265-1292)         | - Przemysł II de Pologne (mariage en 1285)                                                   | - Duchesse de Grande-Pologne (1285-1292) - Duchesse de Petite-Pologne (1290-1292) | - Princesse de la Maison de Bjälbo. Fille de Valdemar Ier de Suède et de Sophie de Danemark. - Mère d'Élizabeth Ryksa. |
|          | Marguerite de Brandebourg (1272-1315) | - Przemysł II de Pologne (mariage en 1293) - Albert III de Saxe-Lauenbourg (mariage en 1302) | - Duchesse de Grande-Pologne et de Petite-Pologne (1293-1295) - Reine de Pologne (1296) - Duchesse de Saxe-Lauenbourg-Ratzenbourg (1302-1308)                                         | - Princesse de la Maison d'Ascanie. Fille d'Albert III de Brandebourg et de Mathilde de Danemark. |

### Dynastie des Přemyslides(1300-1306)
| Portrait | Nom (dates)                 | Époux                                                                                   | Titres | Eléments biographiques                                                                   |
| -------- | --------------------------- | --------------------------------------------------------------------------------------- | --- | ---------------------------------------------------------------------------------------- |
|          | Élizabeth Ryksa (1288-1335) | - Venceslas II de Bohême (mariage en 1303) - Rodolphe Ier de Bohême (mariage en 1306)   | - Reine de Bohême (1303-1305 puis 1306-1307) - Reine de Pologne (1303-1305) - Duchesse d'Autriche-Styrie (1306-1307) | - Princesse de la Maison Piast. Fille de Przemysl II de Pologne et de Richezza de Suède. |
|          | Viola Élisabeth de Cieszyn  | - Venceslas III de Bohême (mariage en 1305) - Pierre Ier de Rosenberg (mariage en 1316) | - Reine de Hongrie, de Bohême et de Pologne (1305-1306)                                                              | - Princesse de la Maison Piast. Fille de Mieszko de Cieszyn.                             |

### Maison Piast(1306-1370)
| Portrait | Nom (dates)                     | Époux                                                                                  | Titres                                                           | Eléments biographiques |
| -------- | ------------------------------- | -------------------------------------------------------------------------------------- | ---------------------------------------------------------------- | --- |
|          | Jadwiga de Kalisz (1266-1339)   | - Władysław Ier de Pologne (mariage en 1293)                                           | - Reine de Pologne (1306-1333)                                   | - Princesse de la Maison Piast. Fille de Boleslas le Pieux et de Yolande de Hongrie. - Mère d'Élisabeth de Pologne et de Casimir III de Pologne. |
|          | Aldona de Lituanie (1309-1339)  | - Kazimierz III de Pologne (mariage en 1325)                                           | - Reine de Pologne (1333-1339)                                   | - Princesse gédiminide. Fille de Ghédimin et de Jewna de Polotsk.                                                                                |
|          | Adélaïde de Hesse (1324-1371)   | - Kazimierz III de Pologne (mariage en 1341)                                           | - Reine de Pologne (1341-1356)                                   | - Princesse de la Maison de Hesse. Fille d'Henri II de Hesse et d'Élisabeth de Thuringe.                                                         |
|          | Christina Rokiczana (1330-1365) | - Mikuláš Rokiczan - Kazimierz III de Pologne (mariage en 1356)                        | - Reine de Pologne (1356-1363)                                   | |
|          | Edwige de Sagan (1350-1390)     | - Kazimierz III de Pologne (mariage en 1365) - Robert Ier de Legnica (mariage en 1372) | - Reine de Pologne (1365-1370) - Duchesse de Legnica (1372-1390) | - Princesse de la Maison Piast. Fille d'Henri V de Fer et d'Anne de Mazovie.                                                                     |

### Maison capétienne d'Anjou-Sicile(1370-1399)
| Portrait | Nom (dates)                     | Époux                                    | Titres                                                                                         | Eléments biographiques |
| -------- | ------------------------------- | ---------------------------------------- | ---------------------------------------------------------------------------------------------- | --- |
|          | Élisabeth de Bosnie (1340-1387) | - Louis Ier de Hongrie (mariage en 1353) | - Reine de Hongrie (1353-1382) - Reine de Pologne (1370-1382) - Régente de Hongrie (1382-1387) | - Princesse de la Maison Kotromanić. Fille d'Étienne II Kotromanić et d'Élisabeth de Cujavie. - Mère de Catherine de Hongrie, de Marie Ire de Hongrie et d'Hedwige Ire de Pologne. |

### Maison Jagellon(1386-1572)
| Portrait | Nom (dates)                        | Époux                                                                                            | Titres | Eléments biographiques | Armoiries |
| -------- | ---------------------------------- | ------------------------------------------------------------------------------------------------ | --- | --- | --------- |
|          | Anne de Celje (1381-1416)          | - Władysław II Jagellon (mariage en 1402)                                                        | - Reine de Pologne et grande-duchesse de Lituanie (1402-1416)                                                                        | - Princesse de la Maison de Celje (en). Fille de Guillaume de Celje (pl) et d'Anne de Pologne. - Mère d'Jadwiga Jagellon. |           |
|          | Élisabeth de Pilica (1372-1420)    | - Jean de Jičina - Vincent Granovsky (mariage en 1397) - Władysław II Jagellon (mariage en 1417) | - Reine de Pologne et grande-duchesse de Lituanie (1417-1420)                                                                        | - Princesse de la Famille de Pilica. Fille d'Otton de Pilica (pl) et d'Edwige de Melsztyn. |           |
|          | Zofia de Holszany (1405-1461)      | - Władysław II Jagellon (mariage en 1422)                                                        | - Reine de Pologne et grande-duchesse de Lituanie (1422-1434)                                                                        | - Princesse de la Famille d'Holszański (en). Fille d'André de Holszany (pl) et d'Alexandra Drucka. - Mère de Władysław III Jagellon et de Kazimierz IV Jagellon. |           |
|          | Élisabeth de Habsbourg (1436-1505) | - Kazimierz IV Jagellon (mariage en 1454)                                                        | - Reine de Pologne et grande-duchesse de Lituanie (1454-1492)                                                                        | - Princesse de la Maison de Habsbourg. Fille d'Albert II du Saint-Empire et d'Élisabeth de Luxembourg. - Mère de Vladislas IV de Bohême, d'Jadwiga Jagellon, de Saint Kazimierz de Pologne, de Jean Ier Albert Jagellon, d'Alexandre Ier Jagellon, de Sophie Jagellon, de Sigismond Ier de Pologne, de Fryderyk Jagellon, d'Anna Jagellon et de Barbara Jagellon. |           |
|          | Hélène de Moscou (1476-1513)       | - Aleksander Ier Jagellon (mariage en 1495)                                                      | - Grande-duchesse de Lituanie (1495-1506) - Reine de Pologne (1501-1506)                                                             | - Princesse riourikide. Fille d'Ivan III de Russie et de Sophie Paléologue. |           |
|          | Barbara Zápolya (1495-1515)        | - Zygmunt Ier (mariage en 1512)                                                                  | - Reine de Pologne et grande-duchesse de Lituanie (1512-1515)                                                                        | - Princesse de la Famille Zápolya. Fille d'Étienne Zapolya et d'Edwige de Cieszyn. - Mère d'Jadwiga Jagellon. |           |
|          | Bona Sforza (1494-1557)            | - Zygmunt Ier (mariage en 1518)                                                                  | - Reine de Pologne et grande-duchesse de Lituanie (1518-1548) - duchesse de Bari et princesse de Rossano (de plein droit, 1524-1557) | - Princesse de la Famille Sforza. Fille de Jean Galéas Sforza et d'Isabelle de Naples. - Mère d'Isabelle Jagellon, de Zygmunt II August, de Sophie Jagellon, d'Anna Jagellon et de Katarzyna Jagellon. |           |
|          | Élisabeth d'Autriche (1526-1545)   | - Zygmunt II August (mariage en 1543)                                                            | - Co-reine de Pologne et grande-duchesse de Lituanie (1543-1545)                                                                     | - Princesse de la Maison de Habsbourg. Fille de Ferdinand Ier du Saint-Empire et d'Anna Jagellon. |           |
|          | Barbara Radziwiłł (1520-1551)      | - Stanislovas Goštautas (mariage en 1537) - Zygmunt II August (mariage en 1547)                  | - Reine de Pologne et grande-duchesse de Lituanie (1548-1551)                                                                        | - Princesse de la Maison Radziwiłł. Fille de Jerzy Radziwiłł et de Barbara Kola. |           |
|          | Catherine d'Autriche (1533-1572)   | - François III de Mantoue (mariage en 1549) - Zygmunt II August (mariage en 1553)                | - Duchesse de Mantoue et marquise de Montferrat (1549-1550) - Reine de Pologne et grande-duchesse de Lituanie (1553-1572)            | - Princesse de la Maison de Habsbourg. Fille de Ferdinand Ier du Saint-Empire et d'Anne Jagellon. |           |

## Consort royal de larépublique des Deux Nations(1572-1795)
| Portrait | Nom (dates)                                              | Époux                                                                             | Titres | Eléments biographiques | Armoiries |
| -------- | -------------------------------------------------------- | --------------------------------------------------------------------------------- | --- | --- | --------- |
|          | Marie d'Autriche (1528-1603)                             | - Maximilien II de Habsbourg (mariage en 1548)                                    | - Reine de Germanie et de Bohême (1562-1576) - Reine de Hongrie et de Croatie (1563-1576) - Impératrice du Saint-Empire et archiduchesse d'Autriche (1564-1576) - Reine de Pologne et grande-duchesse de Lituanie (1575) | - Princesse de la Maison de Habsbourg. Fille de Charles Quint et d'Isabelle de Portugal. - Mère d'Anne d'Autriche, de Rodolphe II du Saint-Empire, d'Ernest d'Autriche, d'Élisabeth d'Autriche, de Matthias Ier de Habsbourg, de Maximilien III d'Autriche, d'Albert d'Autriche, de Wenceslas d'Autriche et de Marguerite d'Autriche.                                                                                  |           |
|          | Anne d'Autriche (1573-1598)                              | - Zygmunt III Vasa (mariage en 1592)                                              | - Reine de Suède et de Pologne, grande-duchesse de Lituanie (1592-1598) | - Princesse de la Maison de Habsbourg. Fille de Charles II d'Autriche-Styrie et de Marie-Anne de Bavière. - Mère de Ladislas IV Vasa. |           |
|          | Constance d'Autriche (1588-1631)                         | - Zygmunt III Vasa (mariage en 1605)                                              | - Reine de Pologne et grande-duchesse de Lituanie (1605-1631) | - Princesse de la Maison de Habsbourg. Fille de Charles II d'Autriche-Styrie et de Marie-Anne de Bavière. - Mère de Jean II Casimir Vasa, de Johann-Albert Vasa, de Charles-Ferdinand Vasa et d'Anne-Catherine-Constance Vasa. |           |
|          | Cécile-Renée d'Autriche (1611-1644)                      | - Władysław IV Vasa (mariage en 1637)                                             | - Reine de Pologne et grande-duchesse de Lituanie (1637-1644) | - Princesse de la Maison de Habsbourg. Fille de Ferdinand II du Saint-Empire et de Marie-Anne de Bavière. |           |
|          | Louise-Marie de Gonzague (1611-1667)                     | - Władysław IV Vasa (mariage en 1646) - Jan II Kazimierz Vasa (mariage en 1649)   | - Reine de Pologne et grande-duchesse de Lituanie (1646-1648 puis 1649-1667) | - Princesse de la Maison de Gonzague-Nevers. Fille de Charles Ier de Mantoue et de Catherine de Mayenne. - Mère de Maria-Anna-Thérèsa Vasa. |           |
|          | Éléonore d'Autriche (1653-1697)                          | - Michał Wiśniowiecki (mariage en 1670) - Charles V de Lorraine (mariage en 1678) | - Reine de Pologne et grande-duchesse de Lituanie (1670-1673) - Duchesse de Lorraine et de Bar (1678-1690) | - Princesse de la Maison de Habsbourg. Fille de Ferdinand III de Habsbourg et d'Éléonore de Nevers-Mantoue. - Mère de Léopold Ier de Lorraine, de Charles-Joseph de Lorraine et de Joseph de Lorraine. |           |
|          | Marie-Casimire-Louise de La Grange d'Arquien (1641-1716) | - Jean Sobiepan Zamoyski (mariage en 1658) - Jan III Sobieski (mariage en 1665)   | - Reine de Pologne et grande-duchesse de Lituanie (1674-1696) | - Princesse de Famille de La Grange. Fille d'Henri-Albert de La Grange d'Arquien et de Françoise de La Châtre. - Mère de Jacques-Louis-Henri Sobieski, de Thérèse-Cunégonde Sobieska et d'Aleksander Benedykt Sobieski. |           |
|          | Eberhardine de Brandebourg-Bayreuth (1671-1727)          | - Auguste II de Pologne (mariage en 1693)                                         | - Princesse-électrice de Saxe (1694-1727) - Reine de Pologne et grande-duchesse de Lituanie (1697-1706 puis 1709-1727)                                                                                                   | - Princesse de la Maison de Hohenzollern. Fille de Christian-Ernest de Brandebourg-Bayreuth et de Sophie-Louise de Wurtemberg. - Mère d'Auguste III de Pologne. |           |
|          | Katarzyna Opalińska (1680-1747)                          | - Stanisław Leszczyński (mariage en 1698)                                         | - Reine de Pologne et grande-duchesse de Lituanie (1705-1709 puis 1733-1736) - Duchesse de Lorraine et de Bar (1737-1747)                                                                                                | - Princesse de la Famille Opalinski. Fille de Jan Karol Opaliński et de Zofia Anna Czarnkowska. - Mère d'Anna Leszczyńska et de Maria Leszczyńska. |           |
|          | Marie-Josèphe d'Autriche (1699-1757)                     | - Auguste III de Pologne (mariage en 1719)                                        | - Princesse-électrice de Saxe (1733-1757) - Reine de Pologne et grande-duchesse de Lituanie (1733 puis 1736-1757) | - Princesse de la Maison de Habsbourg. Fille de Joseph Ier du Saint-Empire et de Wilhelmine-Amélie de Brunswick-Lunebourg. - Mère de Frédéric IV de Saxe, de Marie-Amélie de Saxe, de Marie-Anne de Saxe, de Xavier de Saxe, de Marie-Josèphe de Saxe, de Charles-Christian de Saxe, de Christine de Saxe, de Marie-Élisabeth de Saxe, d'Albert de Saxe-Teschen, de Clément-Wenceslas de Saxe et de Cunégonde de Saxe. |           |

- Bien qu'elle épousa Stanislas II de Pologne en 1783, Elżbieta Szydłowska (1748-1810) ne fut que l'épouse morganatique du roi, son rang ne lui permettant pas de devenir reine.

## Duché de Varsovie(1807-1815)

### Maison de Wettin
| Portrait | Nom (dates)                                 | Époux                                            | Titres                                                                                              | Eléments biographiques |
| -------- | ------------------------------------------- | ------------------------------------------------ | --------------------------------------------------------------------------------------------------- | --- |
|          | Amélie de Deux-Ponts-Birkenfeld (1752-1828) | - Frédéric-Auguste Ier de Saxe (mariage en 1769) | - Princesse-électrice (1769-1806) puis reine de Saxe (1806-1827) - Duchesse de Varsovie (1807-1815) | - Princesse de la Maison de Wittelsbach. Fille de Frédéric de Deux-Ponts-Birkenfeld et de Françoise de Palatinat-Soulzbach. - Mère d'Augusta de Saxe. |

## Royaume du Congrès(1815-1916)

### Dynastie Romanov
| Portrait | Nom (dates)                           | Époux                                       | Titres | Eléments biographiques | Armoiries |
| -------- | ------------------------------------- | ------------------------------------------- | --- | --- | --------- |
|          | Louise de Bade (1779-1826)            | - Alexandre Ier de Russie (mariage en 1793) | - Grande-duchesse de Russie (1793-1796) - Tsarevna et grande-duchesse de Russie (1796-1801) - Impératrice de Russie (1801-1825) - Reine de Pologne (1815-1825) | - Princesse de la Maison de Zähringen. Fille de Charles-Louis de Bade et d'Amélie de Hesse-Darmstadt. |           |
|          | Charlotte de Prusse (1798- 1860)      | - Nicolas Ier de Russie (mariage en 1817)   | - Grande-duchesse de Russie (1817-1825) - Impératrice de Russie et reine de Pologne (1825-1855)                                                                | - Princesse de la Maison de Hohenzollern. Fille de Frédéric-Guillaume III de Prusse et de Louise de Mecklembourg-Strelitz. - Mère d'Alexandre II de Russie, de Marie Nikolaïevna de Russie, d'Olga Nikolaïevna de Russie, d'Alexandra Nikolaïevna de Russie, de Constantin Nikolaïevitch de Russie, de Nicolas Nikolaïevitch de Russie et de Michel Nikolaïevitch de Russie.        |           |
|          | Marie de Hesse-Darmstadt (1824 -1880) | - Alexandre II de Russie (mariage en 1841)  | - Tsarevna et grande-duchesse de Russie (1841-1855) - Impératrice de Russie et reine de Pologne (1855-1880)                                                    | - Princesse de la Maison de Hesse. Fille de Louis II de Hesse et de Wilhelmine de Bade. - Mère d'Alexandra Alexandrovna de Russie, de Nicolas Alexandrovitch de Russie, d'Alexandre III de Russie, de Vladimir Alexandrovitch de Russie, d'Alexis Alexandrovitch de Russie, de Maria Alexandrovna de Russie, de Serge Alexandrovitch de Russie et de Paul Alexandrovitch de Russie. |           |
|          | Dagmar de Danemark (1847-1928)        | - Alexandre III de Russie (mariage en 1866) | - Tsarevna et grande-duchesse de Russie (1866-1881) - Impératrice de Russie et reine de Pologne (1881-1894)                                                    | - Princesse de la Maison de Glücksbourg. Fille de Christian IX de Danemark et de Louise de Hesse-Cassel. - Mère de Nicolas II de Russie, d'Alexandre Alexandrovitch de Russie, de Georges Aleksandrovitch de Russie, de Xenia Alexandrovna de Russie, de Michel Alexandrovitch de Russie et d'Olga Alexandrovna de Russie.                                                          |           |
|          | Alix de Hesse-Darmstadt (1872-1918)   | - Nicolas II de Russie (mariage en 1894)    | - Impératrice de Russie (1894-1917) - Reine de Pologne (1894-1916)                                                                                             | - Princesse de la Maison de Hesse. Fille de Louis IV de Hesse et d'Alice du Royaume-Uni. - Mère d'Olga Nikolaïevna de Russie, de Tatiana Nikolaïevna de Russie, de Maria Nikolaïevna de Russie, d'Anastasia Nikolaïevna de Russie et d'Alexis Nikolaïevitch de Russie. |           |

## Royaume de Pologne (1916-1918)

### Maison de Habsbourg-Lorraine
| Portrait | Nom (dates)                                    | Epoux                                        | Titres                                                                | Éléments biographiques |
| -------- | ---------------------------------------------- | -------------------------------------------- | --------------------------------------------------------------------- | --- |
|          | Marie-Thérèse de Habsbourg-Toscane (1862-1933) | Charles-Etienne de Teschen (mariage en 1886) | - Archiduchesse d’Autriche (1862-1933) - Reine de Pologne (1916-1918) | - Princesse de la Maison de Habsbourg-Toscane. Fille de Charles Salvatore de Habsbourg-Toscane et de Marie-Immaculée de Bourbon-Siciles. - Mère de Eléonore de Teschen, de Renée de Teschen, de Charles-Albert de Habsbourg-Altenbourg, de Mathilde d'Autriche-Teschen, de Léon-Charles de Habsbourg-Lorraine et de Guillaume de Habsbourg-Teschen. |

## Sources
- (en) Cet article est partiellement ou en totalité issu de l’article de Wikipédia en anglais intitulé « List of Polish consorts » (voir la liste des auteurs).